# Bushen

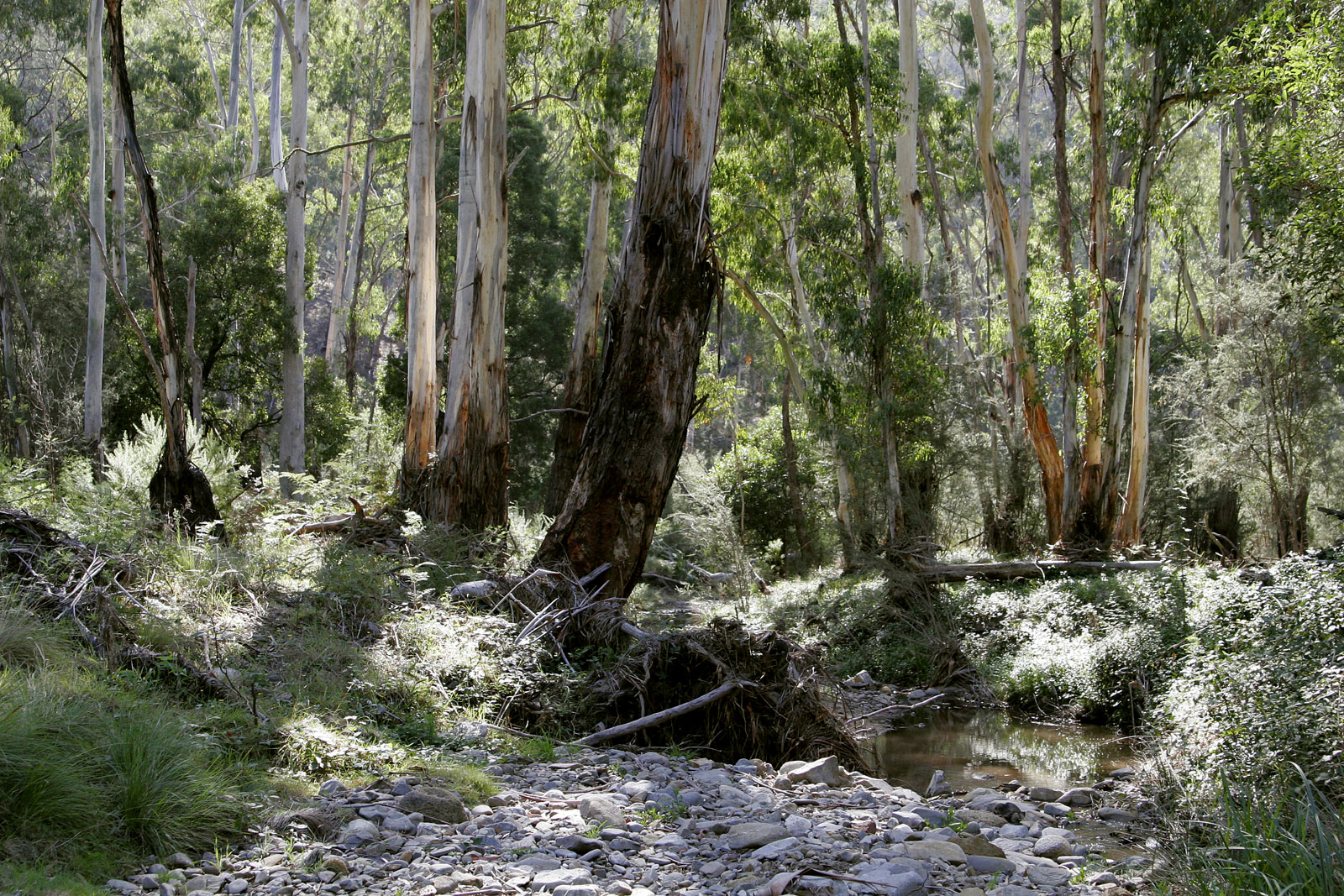
Bushen i Australien

Bushen (engelska: The Bush) är ett vardagligt uttryck för glesbygds- och/eller landsbygdsområden på många håll, bland annat i Australien, Nya Zeeland, Afrika söder om Sahara, Kanada och Alaska. Den exakta definitionen varierar mellan olika områden, det kan till exempel anses betyda ett snårigt område i varmare trakter.
Ibland används begreppet skämtsamt även i Sverige som beteckning på naturen eller landsbygden.
I Australien räknas den lokala bushen ofta som en viktig del av den nationella identiteten.